# (20996) Pandrosion
(20996) Pandrosion, auparavant appelé (20996) 1986 PB, est un objet de la ceinture principale d'astéroïdes intérieure de 2,957 km de diamètre découvert en 1986.

## Description
(20996) Pandrosion a été découvert par Eleanor Francis Helin le 4 août 1986 à l'observatoire Palomar, situé au nord de San Diego.

### Dénomination
Originellement nommé (20996) 1986 PB, cet astéroïde est nommé (20996) Pandrosion en février 2025, en l'honneur de la mathématicienne grecque Pandrosion, qui est probablement la plus ancienne femme mathématicienne connue.

### Caractéristiques orbitales
L'orbite de cet astéroïde est caractérisée par un demi-grand axe de 1,91 UA, un périhélie de 1,82 UA, une excentricité de 0,05 et une inclinaison de 26,77° par rapport à l'écliptique. Du fait de ces caractéristiques, à savoir un demi-grand axe inférieur à 2 UA et un périhélie supérieur à 1,666 UA, il est classé, selon la JPL Small-Body Database, objet de la ceinture principale d'astéroïdes intérieure.

### Caractéristiques physiques
(20996) Pandrosion a une magnitude absolue (H) de 14,8 et un albédo estimé à 0,320, ce qui permet de calculer un diamètre de 2,957 km. Ces résultats ont été obtenus grâce aux observations du Wide-Field Infrared Survey Explorer (WISE), un télescope spatial américain mis en orbite en 2009 et observant l'ensemble du ciel dans l'infrarouge, et publiés en 2011 dans un article présentant les premiers résultats concernant les astéroïdes de la ceinture principale.